# Ed Sanders
Pour les articles homonymes, voir Sanders.
Ed (Edward) Sanders est un poète, romancier, éditeur et chanteur américain, né le 17 août 1939 à Kansas City, dans le Missouri.

## Biographie
Ed Sanders abandonne ses études et quitte le Missouri en 1958 pour rejoindre Greenwich Village à New York. En 1961, alors qu'il est emprisonné à la suite d'une manifestation contre la prolifération des armes nucléaires, il écrit l'un de ses plus célèbre poème, Poème from Jail. Il fonde alors le magazine underground Fuck You: A Magazine of the Arts où il publie des poèmes dans lesquels il fait passer ses idées anti-capitalistes et écologistes. Il ouvre également une librairie qui devient le rendez-vous des poètes de la Beat generation de passage à New York.
Ed Sanders fonde le groupe de folk-rock psychédélique The Fugs en 1965 avec Tuli Kupferberg et Ken Weaver, séparé en 1969, puis reformé pour des tournées ou des enregistrements d'albums.
The Family, paru en 1971 est une étude du meurtrier Charles Manson. Le roman, malgré une polémique, connut un grand succès.

## Publications
- Poem from Jail. San Francisco: City Lights Books, 1963.
- Peace Eye, 1966.
- Fuck God in the Ass, 1967.
- Shards of God, 1970.
- The Family: The Manson Group and Aftermath, 1971
- Egyptian Hieroglyphics, 1973
- Tales of Beatnik Glory, Volume 1, 1975
- Investigative Poetry, 1976
- 20,OOO A.D., 1976
- Fame & Love in New York, 1980
- The Z-D Generation, 1981
- The Cutting Prow, 1983
- Hymn to Maple Syrup & Other Poems, 1985
- Thirsting for Peace in a Raging Century: Selected Poems (1961-1985), 1987
- Poems for Robin, 1987
- Tales of Beatnik Glory, Volumes 1 & 2, 1990
- Hymn to the Rebel Cafe, David R. Godine Publisher, 1993  (ISBN 9780876858998)
- Chekhov, 1995
- 1968: A History in Verse, 1997
- America, A History in Verse, Vol. 1 (1900-1939), 2000
- The Poetry and Life of Allen Ginsberg, 2000
- America, A History in Verse, Vol. 2 (1940-1961), 2001
- American, A History in Verse, Vol. 3 (1962-1970), 2004
- Poems for New Orleans, 2004
- Fug You: An Informal History of the Peace Eye Bookstore, the Fuck You Press, the Fugs, and Counterculture in the Lower East Side, Da Capo Press, 2011  (ISBN 9780306819438)

## Discographie solo
- Sanders' Truckstop, 1969
- Beer Cans on the Moon, 1972
- I Farted and a Pea Rolled Out, 1974
- Yiddish-speaking socialist of the Lower East Side, 1991
- Songs in ancient Greek, 1992
- American Bard, 1996
- Thirsting for Peace, 2005
- Poems for New Orleans, 2007

## Discographie avec The Fugs
- The Village Fugs, 1965, ressorti sous le titre The Fugs First Album en 1994
- The Fugs, 1966, ressorti sous le titre The Fugs Second Album en 1994
- Virgin Fugs, 1967
- Fugs 4, Rounders Score, 1967
- Tenderness Junction, 1968
- It Crawled into My Hand, 1968
- Belle of Avenue A, 1969
- Golden Filth (Live at the Fillmore East), 1970
- No More Slavery, 1985
- Star Peace (double CD), 1986
- Fugs Live in Woodstock, 1989
- The Real Woodstock Festival (double CD), 1995
- The Fugs Final CD (Part 1), 2003
- Be Free: The Fugs Final CD (Part 2), 2010